# 本間憲一
本間 憲一（ほんま けんいち、1965年8月2日 - ）は、日本の演出家、振付家、俳優。東京都出身。血液型O型。身長173cm。妻は北村岳子。

## 人物
- プランニング・クレア - archive.today（2013年1月4日アーカイブ分）所属。
- 特技はタップダンス。
- 日本大学文学部哲学科卒業。

## 主な演出・振付作品

### 舞台
- 坂本九ファミリー「ママ　エ　セフィーユ」
- 劇団⭐︎新感線「五右衛門ロック」
- 「雨に唄えば」
- 「少年隊ミュージカル　PLAYZONE96’」
- 「ミュージカル中尾ミエ」
- 「シューズ・オン！」シリーズ
- 新国立劇場オペラ「魔笛」
- 「小堺一機のおすましでSHOW」」(vol.17以降毎年)
- 「平成市村座　劇場の怪人」
- 「こちら葛飾区亀有公園前派出所 〜30周年だよ！おいしいとこ取りスペシャル!!」
- 「全国植樹祭」
- 「フロッグとトード」
- 「小堺一機＆戸田恵子のライブマン・コミック君」
- 「井上芳雄コンサート」
- 「FLAM ＆Lead Big Up LIVE」
- 「風魔の小次郎」
- 宝塚歌劇団「NICE WORK IF YOU CAN GET IT」

等

### テレビ
- NHK「あなたが選ぶ映画音楽」（BS2）
- NHK「日本の歌百選コンサート」

### CM
- 写ルンです
- コカ・コーラ

### 映画
- 「虹を掴む男」

## 主な出演作品

### 舞台
- 「彦馬がゆく」
- 「夏の夜の夢」
- 「42nd　Street」
- 「アニー」
- フジテレビ開局40周年記念企画「big」
- 「シューズ・オン!」シリーズ
- 「きみはいい人、チャーリー・ブラウン」
- 「小堺一機のおすましでSHOW　vol.17」
- 三谷幸喜作・演出「彦馬がゆく」
- 「キス・ミー・ケイト」
- 「ミー・アンド・マイガール」- ジェラルド 役
- 「シューズ・オン！」

他

### テレビドラマ
- 3番テーブルの客（1997年、フジテレビ）